# Sopwith Camel

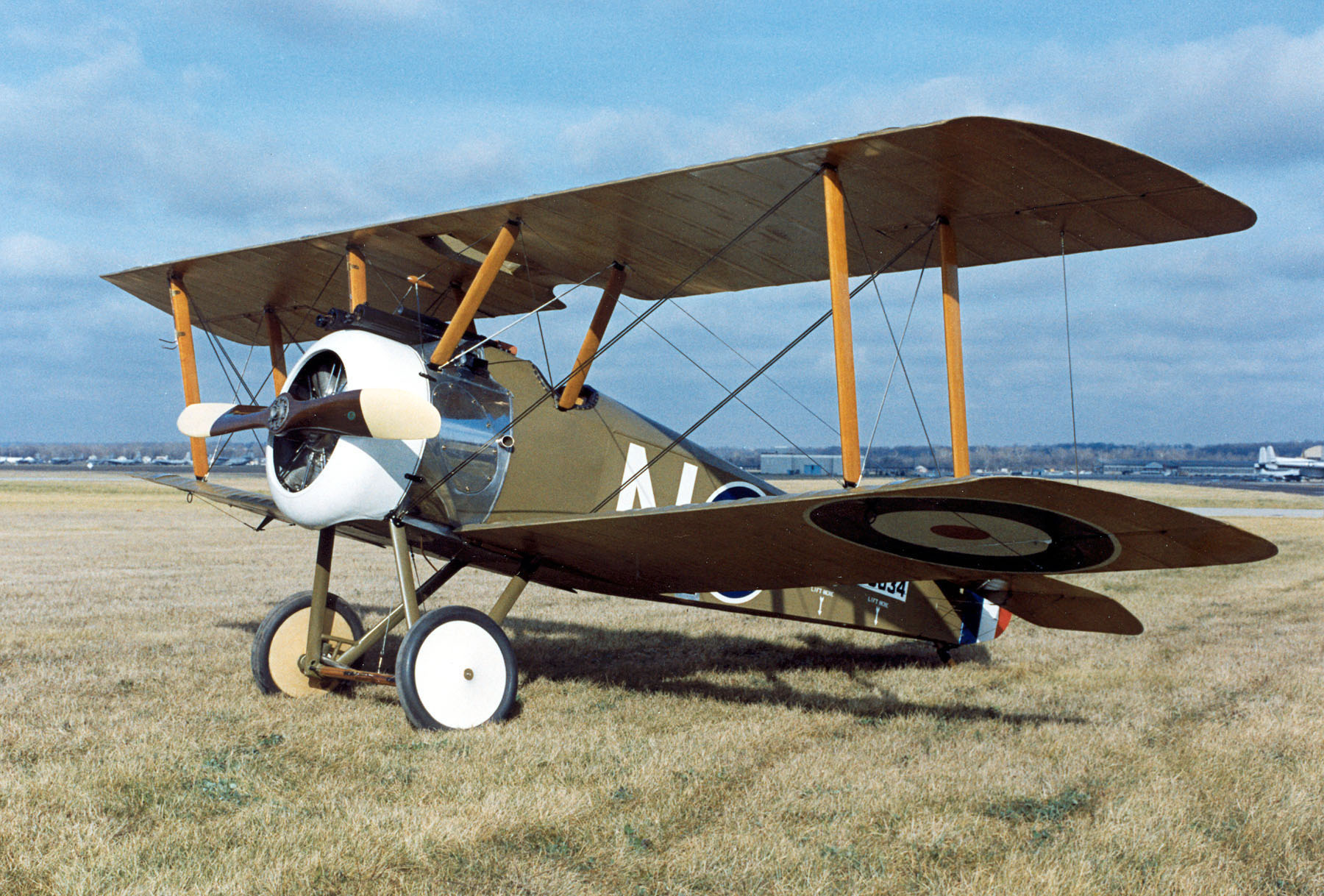
Реплика Camel F.I лейтенанта Джорджа Воуна, мл., 17-я воздушная эскадра

Sopwith Camel Scout — британский одноместный истребитель времён Первой мировой войны, известен отличной манёвренностью среди самолётов тех лет. Разработан компанией Sopwith Aviation Company.

## История

### Разработка
Герберт Смит, главный конструктор фирмы «Sopwith», приступил к проектированию преемника истребителя Pup летом 1916 года. Новый истребитель должен был превзойти предыдущую модель в скорости и маневренности, сохранив при этом все лётные качества. В результате самолёт получил более обтекаемый фюзеляж, за характерные линии которого он и получил название «Camel» (от англ. верблюд). Конструкция истребителя была обычной для того времени: силовой каркас из дерева с проволочными растяжками. Основные элементы самолёта были компактно размещены в носовой части фюзеляжа длиной всего 2 метра. В результате удалось добиться высокой маневренности. Вооружение составляли два пулемёта Vickers, установленные в консоли крыла, позднее смененные двумя синхронизированными пулемётами поверх мотора.
Разработка была закончена в конце 1916 года. Адмиралтейство заказало постройку двух прототипов. Первый прототип поднялся в воздух 26 февраля 1917 года под управлением лётчика-испытателя Гарри Хаукера. Второй прототип отличался более мощным мотором A.R.1. Дополнительно был построен третий прототип, ставший эталоном серийного истребителя. В результате испытательных полётов Адмиралтейство подписало контракт на постройку первой партии серийных машин, принятых на вооружение под обозначением Sopwith F.1 Camel.
За счёт применения ротативного (вращающегося) двигателя, истребитель имел ряд особенностей в пилотировании. Вращающийся мотор создавал сильный гироскопический эффект, в результате чего повороты влево были сильно затруднены. Вправо же истребитель разворачивался чрезвычайно быстро, превосходя все остальные машины истребители. В результате пилоты предпочитали вместо выполнения разворота влево на 90 градусов, развернуться вправо на 270, поскольку истребитель выполнял такой разворот гораздо быстрее.

### Серийное производство
Серийное производство было начато в мае 1917 года. Первые самолёты поступили в 3-ю, 4-ю, 6-ю, 9-ю и 10-ю эскадрильи Королевских ВМС, а также в 70-ю эскадрилью Королевского авиационного корпуса. Всего на девяти разных заводах было построено более 5000 самолётов. Sopwith Camel стал одним из самых массовых самолётов Первой мировой войны. Серийные самолёты оснащались тремя разными двигателями — Le Rhone, Clerget 9B/BF и A.R.1 (Bentley).

### Военно-морской вариант
Военно-морской вариант был разработан для взлёта с оборудованных платформами лёгких крейсеров. Предполагалось, что с крейсера самолёт будет взлетать на колёсах, затем колеса сбрасываются, а посадка производится на поплавковое шасси, однако такая схема так и не была реализована. В итоге истребитель получил обычное колёсное шасси, новое крыло с уменьшенным размахом и дополнительный пулемёт Lewis в середине верхнего крыла. Производство морского варианта, получившего обозначение 2F.1, началось летом 1917 года и завершилась осенью этого же года.

## Эксплуатанты

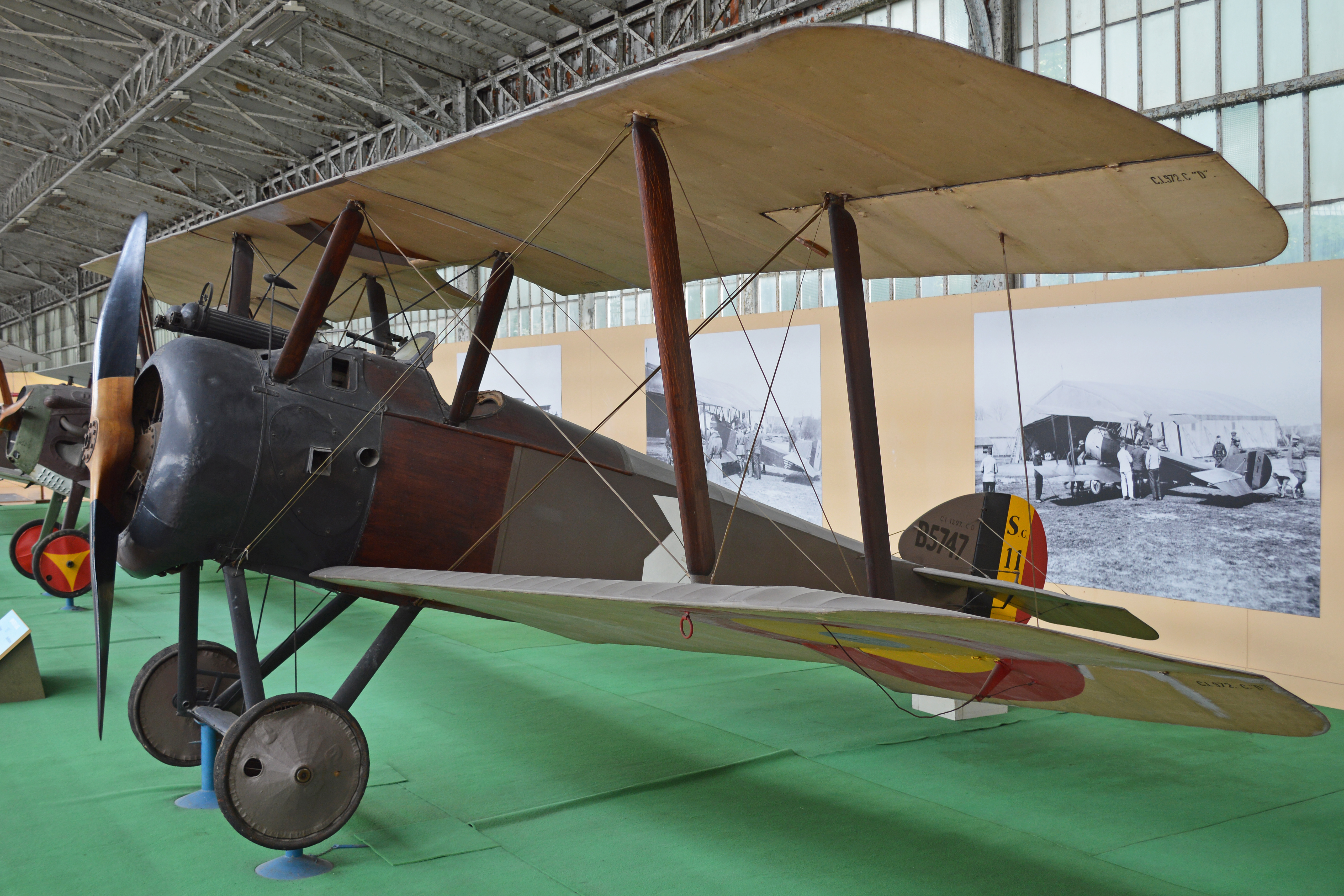
Sopwith F.1 Camel, Бельгия

- Австралия: Australian Flying Corps
  - 4-я эскадра AFC во Франции
  - 5-я (учебная) эскадра AFC в Великобритании
  - 6-я (учебная) эскадра AFC в Великобритании
  - 8-я (учебная) эскадра AFC в Великобритании
- Бельгия
- Российская империя
- РСФСР
- Канада
- Эстония
- Греция
- Латвия
- Нидерланды
- Польша (после войны)
- Швеция
- Великобритания: RAF, RFC, RNAS
- США

## Тактико-технические характеристики (F.1 Camel)

### Технические характеристики
- Экипаж: 1
- Длина: 5,71 м
- Размах крыла: 8,53 м
- Высота: 2,59 м
- Площадь крыла: 21,46 м²
- Коэффициент удлинения крыла: 4,11
- Масса пустого: 420 кг
- Масса снаряженного: 660 кг
- Двигатель: 1 × 9-цилиндровый ротативный двигатель Клерже 9Б, мощностью 130 л. с. (97 кВт)
- Коэффициент лобового сопротивления при нулевой подъёмной силе: 0,0378
- Эквивалентная площадь сопротивления: 0,81 м²

### Лётные характеристики
- Максимальная скорость: 199 км/ч
- Минимальная скорость: 77 км/ч
- Дальность полёта: 485 км
- Практический потолок: 6400 м
- Скороподъёмность: 5,5 м/с
- Нагрузка на крыло: 30,8 кг/м²
- Энерговооружённость: 150 Вт/кг
- Аэродинамическое качество самолёта: 7,7

### Вооружение
- Стрелковое: 2 × 7,7-мм пулемёта «Виккерс».